# 英一蜩
英 一蜩（はなぶさ いっちょう、生没年不詳）は江戸時代の英派の絵師。

## 来歴
英一蝶の次男で門人。姓は英、名は信祐。通称は始めは百松といったが、後に源内と改めている。一蜩、湖窓翁、孤雲と号し享保の頃、作画した。父の一蝶に師事しており、父の推挙により久留米藩主摂津有馬氏に仕えたといわれる。